# Paralelo 34 N
O paralelo 34 N é um paralelo que está 34 graus a norte do plano equatorial da Terra.
A esta latitude o Sol é visível durante 14 horas e 25 minutos durante o solstício de verão e durante 9 horas e 53 minutos durante o solstício de inverno.

Começando no Meridiano de Greenwich na direção leste, o paralelo 34 N passa sucessivamente por:
| País, território ou mar           | Notas |
| --------------------------------- | --- |
| Argélia                           | |
| Tunísia                           | |
| Mar Mediterrâneo                  | |
| Líbano                            | |
| Síria                             | |
| Iraque                            | Passa a sul de Balad |
| Irão                              | |
| Afeganistão                       | |
| Paquistão                         | Território Federal das Áreas Tribais |
| Afeganistão                       | |
| Paquistão                         | Território Federal das Áreas Tribais · Khyber Pakhtunkhwa - passa em Peshawar · Punjab - cerca de 8 km · Khyber Pakhtunkhwa · Punjab - cerca de 3 km · Azad Kashmir - reclamado pela Índia |
| Índia                             | Jammu e Caxemira - reclamado pelo Paquistão |
| Aksai Chin                        | Disputado por Índia e China |
| China                             | Tibete Qinghai Sichuan − cerca de 4 km Qinghai Gansu Sichuan Gansu Shaanxi Henan Anhui Henan Anhui Jiangsu − cerca de 5 km Anhui − cerca de 4 km Jiangsu                                   |
| Mar da China Oriental             | |
| Coreia do Sul                     | Passa entre ilhas |
| Estreito da Coreia / Mar do Japão | |
| Japão                             | Honshū |
| Mar Interior                      | |
| Japão                             | Shikoku |
| Mar Interior                      | |
| Japão                             | Honshū (de novo) |
| Oceano Pacífico                   | |
| Estados Unidos                    | Califórnia - passa em Los Angeles Arizona Novo México Texas Oklahoma Arkansas Mississippi Alabama Geórgia Carolina do Sul - passa em Colúmbia Carolina do Norte                            |
| Oceano Atlântico                  | |
| Marrocos                          | Passa em Rabat |
| Argélia                           | |